# خاندان اوساوا

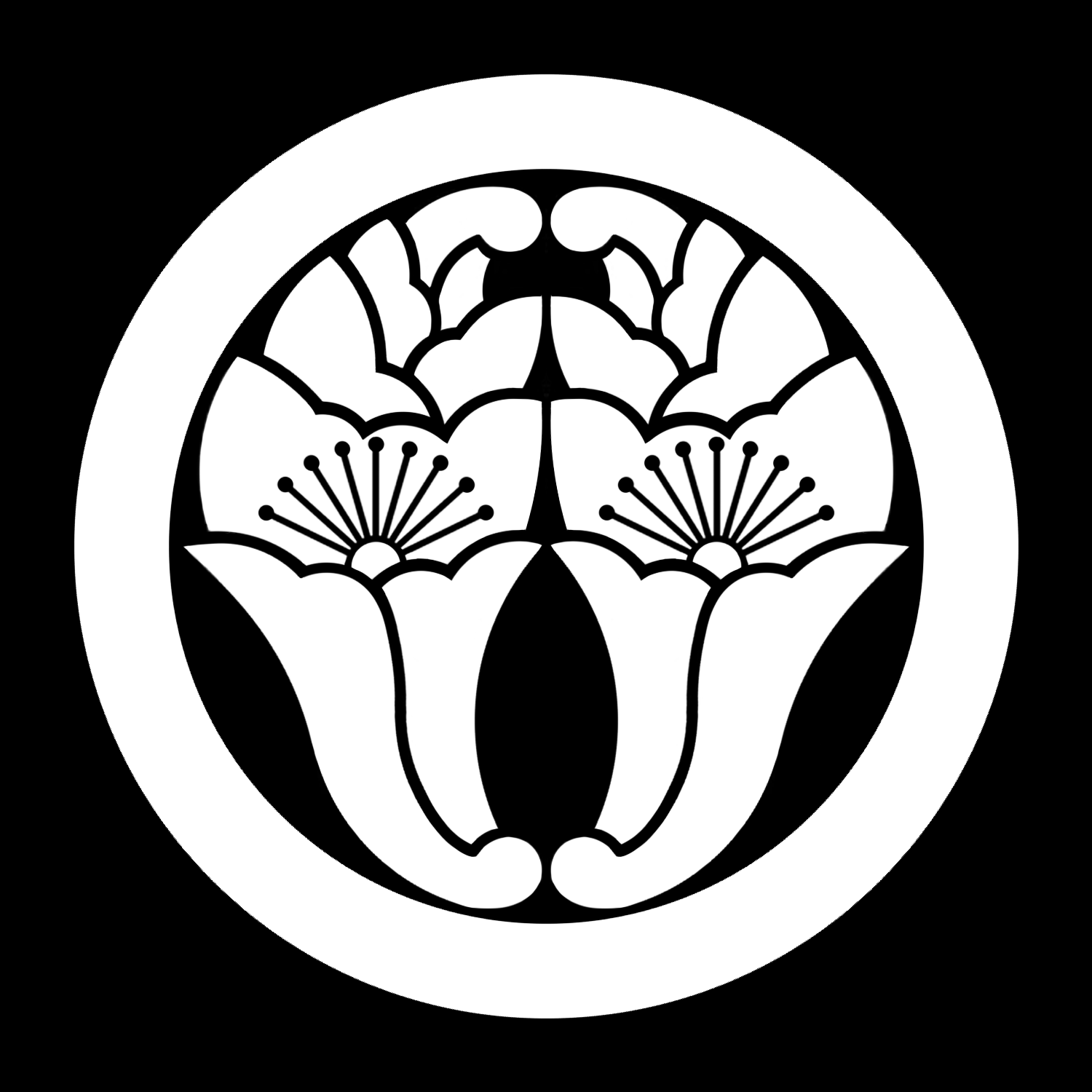
مون خاندان

خاندان اوساوا (به ژاپنی: 大沢氏 おおさわし)، یکی از خاندان‌های ژاپنی سامورایی و کازوکو بود. خانواده‌ای قدرتمند از هوری در ولایت توتومی که گفته می‌شود یکی از اعضای خاندان جیموئین از هوکه (فوجیوارا) (فوجیوارای شمالی) بود و به خاندان ایماگاوا و سپس خاندان توکوگاوا خدمت می‌کرد.